# حصن جعلان بني بوحسن
شيد حصن جعلان بني بوحسن، كجزء من نظام تحصيني قديم يشتمل سابقاً على سور واسع للمدينة وتشتهر المدينة نفسها بخيولها العربية الأصيلة وبمهارة فرسانها التي يعرضونها في منافسبات حفلات الزفاف والمهرجانات والمناسبات الاحتفالية الأخرى.
بني هذا الحصن في عهد السيد سعيد بن سلطان بن الإمام أحمد بن سعيد البوسعيدي خلال النصف الأول من القرن الثالث عشر الهجري الموافق النصف الأول من القرن التاسع عشر الميلادي على بقايا مبنى قديم سابق انشئ في عهد الإمام  مهنى بن جيفر في القرن الثالث الهجري 226 هـ .
 والحصن شكله دائري مبني بالصاروج والحصى العماني يبلغ ارتفاعه ( 8 أمتار)  وقطره ( 50 أمتار)  يحيط به سور خارجي بمساحة تقدر بأكثر من ( 5000) خمسة آلاف متر مربع، وبه بوابتان رئيسيتان إحداهما من جهة الشرق والأخرى من جهة الغرب، وتوجد على طول الحصن الخارجي منصات بها فتحات كانت تستخدم للمراقبة . 
كما توجد بالحصن مدرسه لتعليم القرآن الكريم، ومنزلا في أحد أركانه كان يستخدم سكنا للقاضي، ويلاصق سوره الشمالي برج يطل على المنازل المجاورة للحصن، والمبنى الداخلي للحصن توجد به بوابتان بها منصات لاستراحة الحرس ومجلس لبرزة الوالي والقاضي قديما وعلى يساره مسجد . وهناك جناح لسكن الوالي وغرفتان للحرس الخاص، بالإضافة إلى غرفة للمعيشة ومخزن للاسلحة وغرفة لاستقبال الضيوف، كما يحتوي الحصن على قلعة وبرجان متقابلان إحداهما في الجهة الشرقية والآخر في الجهة الغربية . وقد إستغرق ترميم هذا الحصن ثلاث سنوات وبلغت تكاليف ترميمه ( 570000) خمسمائة وسبعون ألف ريال عماني .